# Aberdeen angus

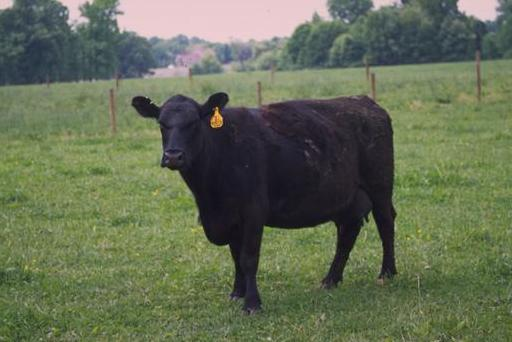
Egy fekete Angus Marylandban

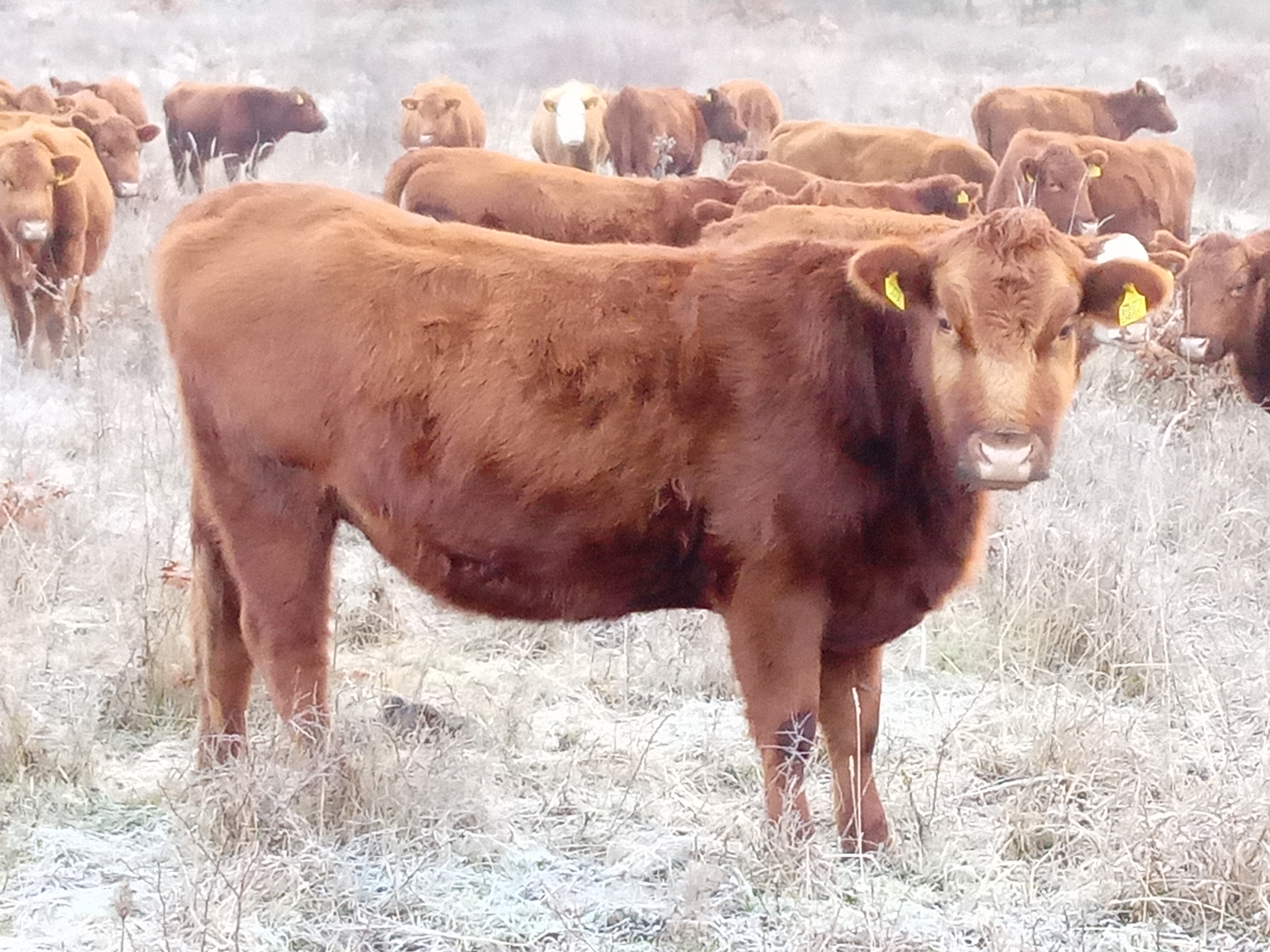
Vörös Angus csorda

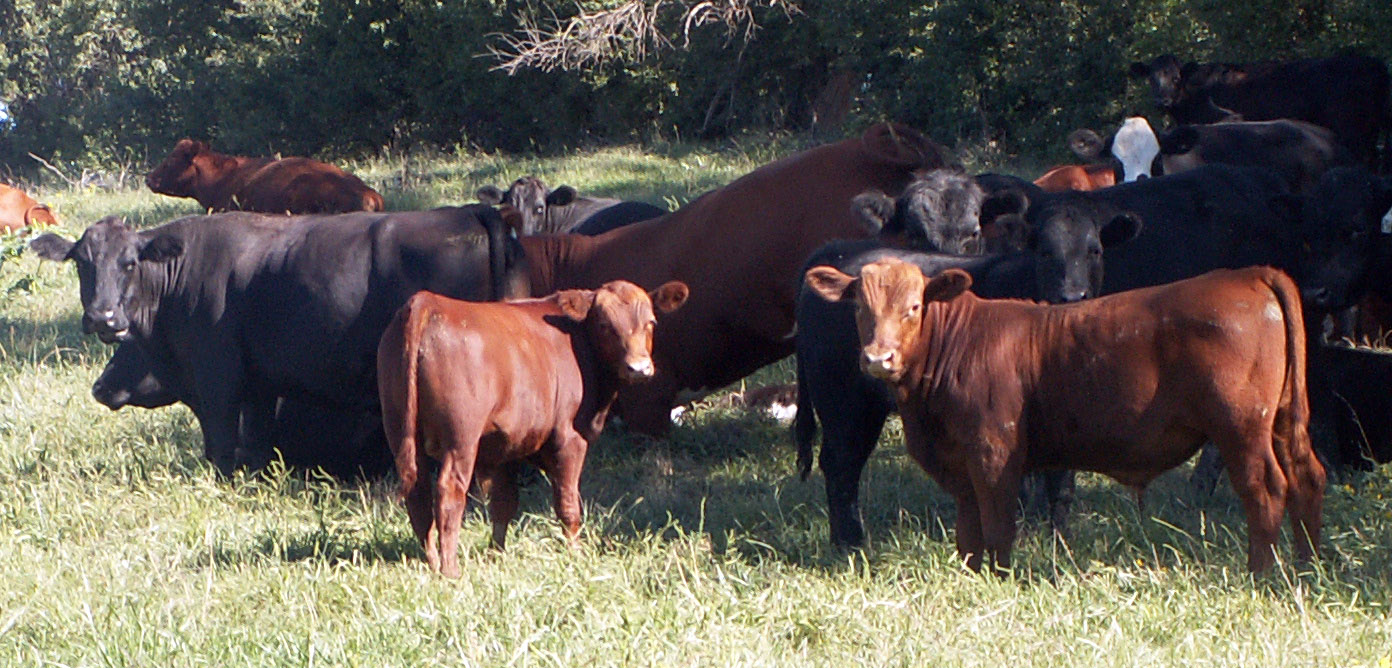
Vegyes színű csorda

Az Aberdeen Angus egy húsmarha fajta, mely Skóciából származik, és világszerte széles körben elterjedt. Jelenleg több típusban tenyésztik. A fajta neve a két grófságra utal (Aberdeenre és Angus), ahol a legfontosabb vonalakat nemesítették. Kezdetben kistestű és korán érő volt. Azonban több évtizedes szándékos szelekció és párosítás eredményeként rendkívül modern és népszerű fajtává vált. Elterjedt a brit szigeteken, valamint Európa, Észak- és Dél-Amerika, Új-Zéland és Ausztrália területén is.

## Története
A jelenleg széles körben használt fajta eredetileg Skóciából származik, az Aberdeen és Angus (korábban Forfarshire) megyékből. Neve az eredeti földrajzi elhelyezkedéséről származik. Feljegyzések szerint az ősei már a XII. vagy akár a XV. században is jelen voltak. Kezdetben genetikailag szarvatlanok voltak, és többféle színváltozatuk létezett. Az Aberdeenben (Banff, Kincardine és Angus) található terület Észak-kelet-Skóciában helyezkedik el, tengerparttal körülvéve, hegyes, dombos tájakkal és mérsékelt éghajlati viszonyokkal. Itt jelentős mennyiségű csapadék esik, és rendkívül üde gyepterületek találhatók. Angus Skócia egyik legtermékenyebb mezőgazdasági területe. A fajta alapítóját három személynek tekintik: Hugh Watson (Angusból), William McCombie (Aberdeenshire-ből) és George MacPherson-Grant (Banffshire-ből). Watson apja hat kiváló minőségű, fekete színű tehén közül választott, majd ezeket a Bannantyne Sandy nevű fekete bikával termékenyítette. Később vásárolt egy Tarinty Jock nevű bikát is. Az I-es számú tehén az Old Grannie 125 volt a törzskönyvben, amely 36 éves korában, 1859-ben egy viharban kidőlt fa miatt hunyt el. Élete során 29 borjút hozott világra, és számos elismerést és díjat nyert. 1858-ban, 34 évesen elnyerte az Aberdeen Nagydíjat a Highland Show-n hosszú élettartama és rekordnak számító szaporasága miatt. A törzsalapító bika a Grey-Breasted Jock 113 volt. Az utódja, az Old Jock 126, Watson fia, William szerint a legjobb bika volt az addigiak között.
Minden tisztavérű aberdeen angus származása visszavezethető a két törzsalapító egyedhez:
- Grey-Breasted Jock 113
- Old Jock 126

William McCombie minden termékenyítést részletesen dokumentált a "Cattle & Cattle Breeders" című könyvében, amelyben felvetette a beltenyészet előnyeit és hátrányait, rámutatva, hogy a hátrányok meghaladják az előnyöket. Összeállított állományokat és törzseket, amelyekkel célpárosítást végezett.
Egy másik híres állomány a Ballindalloch állomány volt, amit Sir George Macpherson-Grant hozott létre. Ez az állomány is fontos része az Angus fajta családfájának. Sir George Macpherson-Grant a brit királynő fővédnöke volt a fajtának, és saját gulyával rendelkezett Skócia Cathness partjainál.
A törzskönyvet 1862-ben alapították, majd 1879-ben Sir George Macpherson-Grant megalapította a mai Aberdeen Angus Egyesület elődjét, és ő használta először az "Aberdeen Angus" nevet a fajtára.

## Magyarországi tenyésztése
Magyarországon először az 1960-as években Horn Artúr és munkatársai kezdték tanulmányozni a fajta fekete színváltozatát. Később, a 70-es évek elején, importáltak vörös színváltozatot az akkori abonyi TSZ-be, azonban ez a gazdaság a 70-es évek végére megszűnt.
Az 1980-as évek elején kezdődött el újra a fajta meghonosítása a vörös színváltozattal. A KSZKV (Közép-magyarországi Szarvasmarha-tenyésztők Közös Vállalata) számos adag red angus sperma importálásával támogatta a szécsényi Rákóczi TSZ-t. Ezzel párhuzamosan elkezdődött egy állomány kialakítása keresztezéssel, amely az adonyi Március 21 TSZ-be került.
Az 1980-as évek közepén a Szövetkezet egy 60 egyedes fekete angus állományt importált Nagy-Britanniából. Később további importok történtek embriók és szaporítóanyagok formájában Amerikából, Kanadából, Németországból, Ausztriából és Ausztráliából.
Jelenleg Magyarországon megtalálható Közép-Európa legjelentősebb állománya mind a fekete, mind a vörös színváltozatú angus fajtából.
Az angus egyike a világon legelterjedtebb brit fajtáknak. Az Európai Angus Fórum nevű szervezet is létezik, amelynek Magyarország 2003 óta tagja.

### Meghatározó vonalak
| 80-as évek                 | 90-es évek              | 2000-es évek             | Napjaink                 |
| -------------------------- | ----------------------- | ------------------------ | ------------------------ |
| Wilbar Supreme             | Red Brylor Sawyer       | Sav Young Jock           | Glenno                   |
| Perryville Effective       | Red OH Sawyer           | FGAF Hollywood           | Wedderlie Ebservant D750 |
| Jorrocks Eric of Eastfield | Red OH Ice              | Bar 5 an More Direction  | Ardrossan Admiral        |
| River Bend Monitor         | Red SSS Boomer          | HI Diamond Greenstone    |                          |
| Nightingale Pacemaker      | Red Rock Creek Treck    | DMM Traction             |                          |
| Wilm O Powerhouse          | Red SSS High Power      | Glacier Mariah           |                          |
| Banner Eston               | Red SSS Bar None        | LCHMN Sharpshooter 1369H |                          |
| Danube Elek                | Traveler                | Red Bar 5 AR Dynamite    |                          |
| Kyartan of the Moss        | Convergence             | Rock D Ambush            |                          |
| Nightingale Eventually     | Red Basin Sensation     | Red U2 Ifinite 408P      |                          |
| Hoff Power Pounder         | Red Wild Rose Robinhood | Paringa Iron Ore         |                          |
| BC Hobo                    | Red Ten-Ronrancher      | Fisher Red Bruno         |                          |
| Leachman Chief             | Red Buf CRK Dynamic S   | The Mania Red LABEL      |                          |
| Basin EZ                   | Red Gei S Prime RIB     | Ooakchurch Dictator      |                          |
| Creek Side Copper          |                         | GT Mainland              |                          |
| Power Pounder              |                         | Netheron Mr Rader        |                          |
| KJM Somethin Special       |                         | Netheron Mr Brazilian    |                          |

## Jellemzői

### Előnyei
Az angus fajta kiemelkedő értékét elsősorban kiváló reprodukciós tulajdonságaiban találjuk. Az angus az húshasznú fajták közül a könnyen ellő fajták közé tartozik, alacsony borjúsúlyokat örökítve, ezáltal elősegítve a könnyű ellést. Emellett a borjúk formája és testtömeg-gyarapodása is előnyös a könnyű ellés szempontjából. A fajta tejtermelése is jó, általában elegendő a borjú növekedési potenciáljának kiaknázásához.

### Hátrányai
Az intenzív hizlalás során az angus fajta súlygyarapodásban néha még a terminál fajtákat is túlszárnyalhatja. Azonban amikor a testsúly meghaladja az 500 kg-ot, erőteljesen faggyúsodik. 
Ha összehasonlítjuk a hereforddal, a takarmányozást és a környezeti feltételeket figyelembe véve, az angus kissé igényesebb lehet. Az angus fő alkalmazási területe az anyai vonal kialakítása, kifejezetten árutermelő tenyészetek számára.

### Küllemi jellemzői
Az angus fajtára jellemző az egységes, fedett fekete vagy vörös szín. A fajta kiváló tulajdonságokkal rendelkezik, nemes, finom fejjel, izmos nyakkal, egyenes és izmolt háttal, széles és izmolt farokkal, mély mellkassal, hengeres hassal, szabályos lábállással, izmolt szüggyel és finom csontozattal.
A világ angus állományának kb. 75%-a fekete változatú, míg csak 25%-a red vagy vörös változatú. Ez azt jelenti, hogy a fekete változatnak sokkal nagyobb a szelekciós bázisa. Tulajdonságaik tekintetében nincs lényeges különbség a két változat között.
Magyarországon az angus állomány kb. 50-50%-ban oszlik meg fekete és vörös között. Ennek az oka elsősorban az élőállat vásárlók preferenciáiban keresendő, azaz inkább a piaci igényekhez igazodik. Ez azonban nem jelent genetikai vagy fenotípusos különbséget, hanem inkább átmeneti piaci szempontból következik.

### Méretei
| Megnevezés           | Tehén      | Bika         |
| -------------------- | ---------- | ------------ |
| Kifejlett kori tömeg | 400-600 kg | 700-1000 kg  |
| Csípőmagasság        | 125-130 cm | 130-140 cm   |
| Övméret              | 190-200 cm | 220 – 240 cm |
| Mellkas mélység      | 95-105 cm  | 105 – 110 cm |

## Fordítás
- Ez a szócikk részben vagy egészben  az   Angus cattle című angol Wikipédia-szócikk ezen változatának fordításán alapul.  Az eredeti cikk szerkesztőit annak laptörténete sorolja fel. Ez a jelzés csupán a megfogalmazás eredetét és a szerzői jogokat jelzi, nem szolgál a cikkben szereplő információk forrásmegjelöléseként.